# Andreas Elsholz
Andreas Elsholz (Berlijn, 26 april 1972) is een Duitse acteur.
Elsholz kreeg landelijke bekendheid door zijn rol als Heiko Richter in de Duitse soapserie Gute Zeiten, Schlechte Zeiten. Hij speelde de rol tussen 1992 en 1996. Na zijn vertrek volgde gastrollen in onder andere SOKO 5113, Medicopter 117 en Unser Charly. Naast zijn carrière als acteur begon Andreas in 1993 met muziek. In datzelfde jaar kwam zijn eerste single uit. Twee jaar later nam hij zijn laatste single op.

## Filmografie
| CV        | CV                                                   | CV                   | CV                                |
| Jaar      | Productie                                            | Rol                  | Opmerkingen                       |
| --------- | ---------------------------------------------------- | -------------------- | --------------------------------- |
| 1992-1996 | Gute Zeiten, Schlechte Zeiten                        | Heiko Richter        | Televisieserie                    |
| 1994      | Gute Zeiten, Schlechte Zeiten: Der Spielfilm         | Heiko Richter        | Speelfilm                         |
| 1996      | Klinik unter Palmen                                  | Marc                 | Afl. Die Herausfolderung          |
| 1996-2001 | Dr. Stefan Frank - Der Arzt dem die Frauen vertrauen |                      |                                   |
| 1997      | Gegen den Wind                                       | Franky               | Afl. Bad Trip                     |
| 1997      | Großstadtrevier                                      | John Yates           | Afl. Der G-Man                    |
| 1997      | Kurklinik Rosenau                                    | Jim Niklas           | Afl. Die verlorene Sohn           |
| 1997      | Die Kids von Berlin                                  | Michael              | Afl. Tödliche spiele              |
| 1997      | Un preta tra noi                                     | Michele              |                                   |
| 1997      | Rosamunde Pilcher                                    | William              | Afl. Zwei Schwestern              |
| 1997      | Das Amt                                              |                      |                                   |
| 1997      | Dr. Sommerfeld - Neues von Bülowbogen                |                      |                                   |
| 1998      | Der letzte Zeuge                                     | Gerd Vangermain      | Afl. Den sie wissen, was sie tun  |
| 1998      | SK Babies                                            | Manfred              | Afl. Tod auf Kredit               |
| 1998      | First Love - Die große Liebe                         |                      | Televisieserie                    |
| 1999      | JETS- Leben am Limit                                 | Robin Amberg         | 3 episodes                        |
| 1999      | Nora                                                 | Hugo                 |                                   |
| 1999      | Einfach raus                                         |                      |                                   |
| 2000      | Der Kapitän                                          | Frank Riedel         | Afl. Kein Hafen für die Anastasia |
| 2000      | SOKO 5113                                            | Stefan Schreiber     | Afl. Das Müncher Madl             |
| 2000      | St. Angela                                           | Kai Schröder         | 2 episodes                        |
| 2000      | Eine Liebe auf Mallorca 2                            |                      |                                   |
| 2000-2002 | Die Nesthocker - Familie zu verschenken              |                      | 13 episodes                       |
| 2001      | Drehkreuz Airport                                    | Carlo                |                                   |
| 2001      | Für alle Fälle Stefanie                              | Leo Lorentz          | 2 episodes                        |
| 2001      | Der Landarzt                                         |                      |                                   |
| 2002      | Feuer, Eis & Dosenbier                               | Franz                |                                   |
| 2002      | Die Kristallprinzessin                               | Thomas Fischer       |                                   |
| 2002      | Maximum Speed - Renn' um dein Leben!                 | Gerhard Hübner       |                                   |
| 2003      | Medicopter 117                                       | Thomas Merk          | Bodyguard                         |
| 2003      | Unser Charly                                         | Hans Gruner          | Afl. In aller Freundschaft        |
| 2004      | Rosamunde Pilcher                                    | Reginald Coburn      | Afl. Wege der Liebe               |
| 2005      | Hallo Robbie!                                        | Marco Weiland        | Afl. Robbie im Wind               |
| 2006      | Inga Lindström                                       | Andreas Sunvall      | Afl. Auf den Spuren der Liebe     |
| 2008      | Rosamunde Pilcher                                    | Lord Douglas Chandon | Afl. Herzen im Wind               |
| 2015      | Uli Hoeneß - Der Patriarch                           |                      |                                   |
| 2018      | Das Traumschiff - Malediven                          |                      |                                   |

## Discografie

### Albums
- 1993: Das Album
- 1995: Mit dir für immer

### Singles
- 1993: Immer noch verrückt nach dir (Das Album)

- 1993: Gib mir noch Zeit (Das Album)
- 1995: Summertime (Lass’ es immer Sommer sein) (Mit dir für immer)
- 1995: Weil ich dich liebe (Mit dir für immer)